# Мишел Бютор
Мишел Бютор (на френски: Michel Butor) е френски поет и писател на произведения в жанра модерен роман. Член е на литературното течение „Нов роман“.

## Биография и творчество
Мишел Мари Франсоа Бютор е роден на 14 септември 1926 г. в Монс ан Барьол, предградие на Лил, Нор, Франция. През 1929 г. семейството му се преселва в Париж, където отраства и учи, с изключение на 1939–1940 г., когато по време на войната са в Еврьо.
През 1947 г. завършва философия в Сорбоната. След дипломирането си преподава френски език в Египет (1948-1951), в университета в Манчестър (1951-1953), Солун (1954-1955), философия в Интернационалната школа в Женева (1956-57 и 1975-1991), и в редица градове в САЩ и Франция, до 1991 г., когато се пенсионира.
През 1958 г. се жени за Мари-Жо, с която имат три дъщери.
С първите си романи „Passage de Milan“ и „L'Emploi du temps“ се опитва да се откъсне от традиционната форма на класическия роман и да представи характера на съвременния свят. Той става един от представителите на авангардното литературно течение през 60-те г. във Франция, наречено „Нов роман“ (антироман). Заедно с автори като Натали Сарот, Ален Роб-Грийе, Клод Симон, допринася за развитието на новия литературен език и сюжетна структура на произведенията, характерни за жанра. Вторият му роман е удостоен с наградата „Фенеон“, за да продължи да твори в тази насока.
С романът си „Изменение“ от 1957 г. надскача рамките на литературното явления. За него е удостоен с наградата „Рьонодо“. През 1970 г. романът е екранизиран в едноименния филм с участието на Морис Роне и Еманюел Рива.
През 1960 г. той обявява, че излиза от движението и започва да пише експериментална литература, първата творба, от която е „Mobile“ от 1962 г.
От 1970 г. започва да пише поетични творби, в които влага разбирането си за съвременната поезия.
През 2006 г. е удостоен с голямата награда за поезия, а през 2013 г. е удостоен с Голямата награда на Френската академия за цялостно творчество.
Мишел Бютор живее със семейството си в Люсенж, От Савоа.

### Самостоятелни романи
- Passage de Milan (1954)
- L'Emploi du temps (1956) – награда „Фенеон“
- La Modification (1957) – награда „Рьонодо“
Изменение; Репертоари: Роман и есета, изд.: „Народна култура“, София (1987), прев. Силвия Вагенщайн 
Изменение, изд.: ИК „Колибри“, София (1999), прев. Силвия Вагенщайн
- Degrés (1960)

### Експериментални книги
- Mobile: étude pour une représentation des États-Unis (1962)
- Réseau aérien (1962)
- Portrait de l'artiste en jeune singe (1967)
- Matière de rêves: série de cinq ouvrages (1975-1985)

### Серия „Геният“ (Le Génie du lieu)
1. Le Génie du lieu (1958)
2. Ou (1971)
3. Boomerang (1978)
4. Transit (1992)
5. Gyroscope (1996)

### Поезия
- Hoirie-Voirie (1970)
- Travaux d'approche (1972)
- Catalogue d'Exposition de Georges Lauro (1979)
- Envois (1980)
- Exprès (1983)
- A Fleur de Peau (1985)
- Passages de Fleurs (1985)
- Victor Hugo écartelé (1988)
- Le fil à quoi tient notre vie (1996)
- Don Juan
- Zoo
- Géographie parallèle (1998)
- Dialogue avec Arthur Rimbaud (2001)
- Au Rendez-vous des amis (2003)
- Don Juan en Occitanie (2007)
- Survivre (2010)
- Les Temps suspendus (2010)
- 24 Trièdres (2011)
- Femmes de Courbet (2012)
- Une nuit sur le Mont Chauve (2012) – с Мигел Барсело

### Есеистика и документалистика
- Répertoire I à V (1960-1982) – награда на литературните критици
Изменение; Репертоари: Роман и есета, изд.: „Народна култура“, София (1987), прев. Силвия Вагенщайн
- Histoire extraordinaire: essai sur un rêve de Baudelaire (1961) 
Необикновена история: Есе за един сън на Бодлер, изд. „Регия“, Варна (1998), прев. Георги Ходжев
- Retour du boomerang (1988)
- Improvisations sur Flaubert (1989)
- Improvisations sur Rimbaud (1989)
- Icare à Paris ou les entrailles de l'ingénieur (1992)
- L'utilité poétique (1995)
- Improvisations sur Balzac (1998) – награда „Шатобриан“
- Neuf leçons de littérature (2007) – с Хлое Делом, Пиерет Флотио и Еди Кадур
- Petite histoire de la littérature française (2008)
- Improvisations sur Michel Butor: L'écriture en transformation (2014)

### Преводи
- Aron Gurwitsch, Théorie du champ de la conscience, Bruxelles, DDB, 1957, traduction de Field of Consciousness
- György Lukács, Brève histoire de la littérature allemande, avec Lucien Goldmann, Nagel, 1949
- Shakespeare, Tout est bien qui finit bien, Formes et Reflets, 1958
- Bernardino de Sahagún, De l'origine des Dieux, un des livres de l’Histoire générale des choses de la nouvelle Espagne, mis en français par Michel Butor, Fata Morgana, 1981

## Екранизации
- 1970 La modification
- 1974 L'enchantement – ТВ филм